# Haliimaile
Haliimaile é uma Região censo-designada localizada no estado americano de Havaí, no Condado de Maui.

## Demografia
Segundo o censo americano de 2000, a sua população era de 895 habitantes.

## Geografia
De acordo com o United States Census Bureau tem uma área de
4,4 km², dos quais 4,3 km² cobertos por terra e 0,1 km² cobertos por água.

## Localidades na vizinhança
O diagrama seguinte representa as localidades num raio de 20 km ao redor de Haliimaile.